# Joseph Augenstein
Joseph Augenstein (* 12. September 1800 in Malsch; † 18. April 1861 in Bietigheim) war ein badischer Lokalpolitiker, der in die Wirren der Badischen Revolution verwickelt wurde.

## Leben
Augenstein lernte das Handwerk des Metzgers und wurde 1820 der Wirt des Gasthofes Rebstock in Bietigheim.
Im Jahre 1846 wurde Joseph Augenstein in Bietigheim zum Gemeinderat gewählt. Im Herbst 1848 war er Sprecher der Rastatter Demokraten und übernahm am 8. März 1849 das Gasthaus Blume in Rastatt. Dieses war der örtliche Treffpunkt der Demokraten, sein Vorgänger Fidel Frei war Stadtkommandant der Rastatter Bürgerwehr. Er wurde als Abgeordneter für die Amtsbezirke Baden, Gernsbach und Rastatt in die Verfassunggebende Versammlung gewählt und war ein Anhänger von Lorenz Brentano. Als einziger Abgeordneter, der für die Zurückberufung des Großherzogs stimmte, wurde er aus der Versammlung ausgeschlossen und beinahe verhaftet.
Nach dem Scheitern der Revolution stellte er sich den Behörden und wurde daher nicht strafrechtlich verfolgt. Dennoch ging er im August 1849 ins Exil nach Lauterburg. Das Staatsbürgerrecht wurde ihm am 2. März 1850 entzogen. Am 22. April 1850 wurde Augenstein von allen Vorwürfen freigesprochen und kehrte am 24. Mai 1850 nach Bietigheim zurück.